# The Lorax (especial)
The Lorax é um seriado de animação especial para televisão americana produzida pela DePatie-Freleng Enterprises e exibido pela primeira vez na CBS em 14 de fevereiro de 1973 com base no livro de mesmo nome de Dr. Seuss. A última foi ao ar em 30 de julho de 2005, como a exibição do ABC.

## Sinopse
Um menino vai ao encontro de um industrial arruinado chamado de Umavez-ildo em um deserto sem árvores e ouvir o seu conto sobre o que aconteceu com ele. Seus documentos trágica história de como ele começou um negócio de sucesso na produção de um produto de moda desnecessário, mas versátil chamado de Thneed derivada das "árvores de Truffula" nativos da terra. Como resultado de seus negócios, a floresta e seus habitantes sofrem como ele desenfreadamente desmata sem levar em conta as advertências de uma criatura velha sábia chamada o Lorax sobre as terríveis consequências da sua ambição.

## Dublagem brasileira
- Lorax - Júlio Chaves
- Umavez-Ildo- Cláudio Galvan